# Animadores
Animadores fue una serie de televisión comíca de falso documental argentina emitida por la TV Pública. La serie gira en torno a un grupo de animadores de eventos que forman parte de un reality show que documenta su intimidad y su esfuerzo por salir adelante con el negocio. Estuvo dirigida y guionada por Gabriel Nesci, mientras que fue producida por Sudestada Cine. Estuvo protagonizada por Fernán Mirás, Jazmín Stuart, Marcelo Mazzarello, Damián Dreizik y Gustavo Garzón. Fue estrenada el 1 de junio de 2017 y concluyó el 17 de agosto del mismo año con un total de 13 episodios.

## Sinopsis
El programa Secretos de profesión en su búsqueda de retratar la vida de un grupo de personas, ahora para su nueva temporada seguirá las historias de un grupo de animadores de fiestas que pertenecen a una pequeña empresa de shows para eventos llamada "Evento en popa", que es liderada por Omar (Fernán Mirás) y la cual últimamente no está teniendo éxito. Es así, que este programa que documenta sus vidas será la oportunidad de salir adelante y triunfar en su rubro, sin embargo, ante el surgimiento de "Happy Joy Fun Entertainment" una empresa competidora mucho más grande que empieza a absorber a la mayoría de la clientela, Omar y sus compañeros se verán obligados a reinventarse y hacer todo lo posible para no quedar en el olvido.

## Elenco

### Principal
- Fernán Mirás como Omar Dino / Adalberto Garlondi.
- Jazmín Stuart como Constanza "Connie".
- Marcelo Mazzarello como Víctor.
- Damián Dreizik como Darío.
- Gustavo Garzón como Él mismo.

### Secundario
- Horacio Embón como Él mismo. (Episodios 1–13)
- Andrea Rincón como Ella misma. (Episodios 1–3 y 11–12)
- Cecilia Blanco como Evangelina. (Episodio 1–6 y 10)
- Marcos Ferrante como Carmelo Díaz. (Episodios 1–5, 11 y 13)
- Ximena Fassi como Deborah. (Episodios 1, 3, 5, 7, 9 y 13)
- Gabriel Nesci como Tomás. (Episodios 1–5, 7–8 y 10–13)
- Natalia Santiago como Julieta. (Episodios 4–6, 10 y 12)
- Gonzalo Urtizberea como Mario Meroso. (Episodios 7–8 y 10–13)
- Jorge Noya como "El Perro". (Episodios 9–12)
- Pablo Díaz como Blas. (Episodios 4–6 y 8)

### Participaciones
- Rafael Juli como Él mismo. (Episodios 1–3)
- Jazzy Mel como Él mismo. (Episodios 1–2 y 12–13)
- Gabriel Smithlenton como Andrés. (Episodios 1–2, 6 y 11)
- Gabriela Barrios como Elba. (Episodio 1)
- Pablo Lambarri como Aníbal. (Episodio 1)
- Tamara Braunstein como Ángela. (Episodio 1)
- Mario Alarcón como Carlos Garlondi. (Episodios 1, 7, 10 y 13)
- Martín Chiara como Nicolás. (Episodio 2)
- Luciano Leyrado como Fernando. (Episodios 2, 6 y 11)
- Marcela Jove como Silvia. (Episodio 2)
- Chema Tena Berenguer como Miguel. (Episodio 2)
- Kyrana Gallego	como Lucila. (Episodio 2)
- Alejandro Polledo como  Dr. Silvio Fistein. (Episodio 2)
- Jean Pierre Noher como Él mismo. (Episodios 3 y 12)
- Cae como Él mismo. (Episodio 3)
- Marcelo Sein como Emilio. (Episodios 3 y 4)
- Fabián Arenillas como Guido Gamberra. (Episodios 3 y 4)
- María Zamarbide como Penélope / Ivonne. (Episodios 3 y 11–13)
- Ariel Pérez de María como Mecánico. (Episodios 3 y 8)
- Roly Serrano como Él mismo. (Episodio 4)
- Pablo Angeli como Juan Carlos. (Episodio 4)
- Jorge Formento	como Él mismo. (Episodios 4 y 12–13)
- Rafael Spregelburd como Él mismo. (Episodios 5–6 y 12–13)
- Esteban Coletti como Pablo Ocampo. (Episodios 5 y 8)
- Marta Paccamici como Irma. (Episodios 5–6 y 12)
- Federico Liss como Jorge. (Episodio 5)
- Florencia Bergallo como Catalina. (Episodio 5)
- Fiorella Pedrazzini como Fabiana Garcilazo. (Episodio 5)
- Adela Sánchez como Lara. (Episodio 5)
- Mario Moscoso como Caricaturista. (Episodio 6)
- La Masa como Él mismo. (Episodios 6 y 12)
- Marcos Montes como Amadeo. (Episodios 6 y 9)
- Ian Acevedo como Lucas Spregelburd. (Episodio 6)
- Víctor Laplace como Él mismo. (Episodio 7)
- Tamara Garzón como Ella misma. (Episodios 7 y 10)
- Carlos Rivkin como  Antonio Balaza. (Episodio 7)
- Viviana Suraniti como Estefanía. (Episodios 7 y 8)
- Hugo Arana como Él mismo. (Episodios 8 y 13)
- Héctor Lamas como Raúl. (Episodio 8)
- Pochi Ducasse como Eliana Uriarte. (Episodio 8)
- Hugo de Bruna como Ernesto. (Episodio 8)
- Andrea Garrote como Carolina Huertas. (Episodio 8)
- Valentina Salezzi como Lucila. (Episodio 8)
- Juanse como Él mismo. (Episodio 9)
- Morgana Marchesi como Anita Mussolini. (Episodios 9 y 10)
- Mariano Garzón como Él mismo. (Episodios 9–11)
- Alejandro García como Fabián. (Episodio 9)
- Tom Harris como Steve Cross. (Episodios 9 y 12–13)
- Juan Garzón como Él mismo. (Episodios 9–11)
- Julio Feld como Carlos. (Episodio 9)
- Eleonora Wexler como Ella misma. (Episodio 10)
- Fena Della Maggiora como Él mismo. (Episodio 11)
- Rubén De la Torre como Ramiro. (Episodio 11)
- Lito Cruz como Él mismo. (Episodio 12)
- Pablo Carnaghi como Alfredo. (Episodio 12)
- Julián Weich como Él mismo. (Episodio 13)
- Matías Martin como Él mismo. (Episodio 13)
- Mariano Peluffo como Él mismo. (Episodio 13)

## Episodios
| N.º | Título        | Dirigido por  | Escrito por   | Fecha de emisión original | Audiencia (millones) |
| --- | ------------- | ------------- | ------------- | ------------------------- | -------------------- |
| 1   | «Episodio 1»  | Gabriel Nesci | Gabriel Nesci | 1 de junio de 2017        | 0,4                  |
| 2   | «Episodio 2»  | Gabriel Nesci | Gabriel Nesci | 8 de junio de 2017        | 0,4                  |
| 3   | «Episodio 3»  | Gabriel Nesci | Gabriel Nesci | 15 de junio de 2017       | 1,2                  |
| 4   | «Episodio 4»  | Gabriel Nesci | Gabriel Nesci | 29 de junio de 2017       | 0,5                  |
| 5   | «Episodio 5»  | Gabriel Nesci | Gabriel Nesci | 6 de julio de 2017        | 0,5                  |
| 6   | «Episodio 6»  | Gabriel Nesci | Gabriel Nesci | 13 de julio de 2017       | 0,5                  |
| 7   | «Episodio 7»  | Gabriel Nesci | Gabriel Nesci | 20 de julio de 2017       | 0,7                  |
| 8   | «Episodio 8»  | Gabriel Nesci | Gabriel Nesci | 27 de julio de 2017       | 0,3                  |
| 9   | «Episodio 9»  | Gabriel Nesci | Gabriel Nesci | 3 de agosto de 2017       | —                    |
| 10  | «Episodio 10» | Gabriel Nesci | Gabriel Nesci | 10 de agosto de 2017      | —                    |
| 11  | «Episodio 11» | Gabriel Nesci | Gabriel Nesci | 15 de agosto de 2017      | —                    |
| 12  | «Episodio 12» | Gabriel Nesci | Gabriel Nesci | 16 de agosto de 2017      | —                    |
| 13  | «Episodio 13» | Gabriel Nesci | Gabriel Nesci | 17 de agosto de 2017      | —                    |

## Recepción

### Comentarios de la crítica
La serie recibió críticas positivas por parte de los expertos. En una reseña para el diario La Nación, Ricardo Marín calificó a la serie como «buena», destacando la presencia de «personajes muy bien construidos» y que «con recursos narrativos simples, actores que despliegan su labor con buen oficio y el tránsito por una temática que maneja con mucha práctica, Nesci propone un producto muy eficaz en el arte de hacer reír».